# Giulio Foresti
Giulio Foresti (né en 1888 à Bergame et mort en 1965, à 77  ans) est un pilote automobile italien des 1910 et 1920.

## Biographie

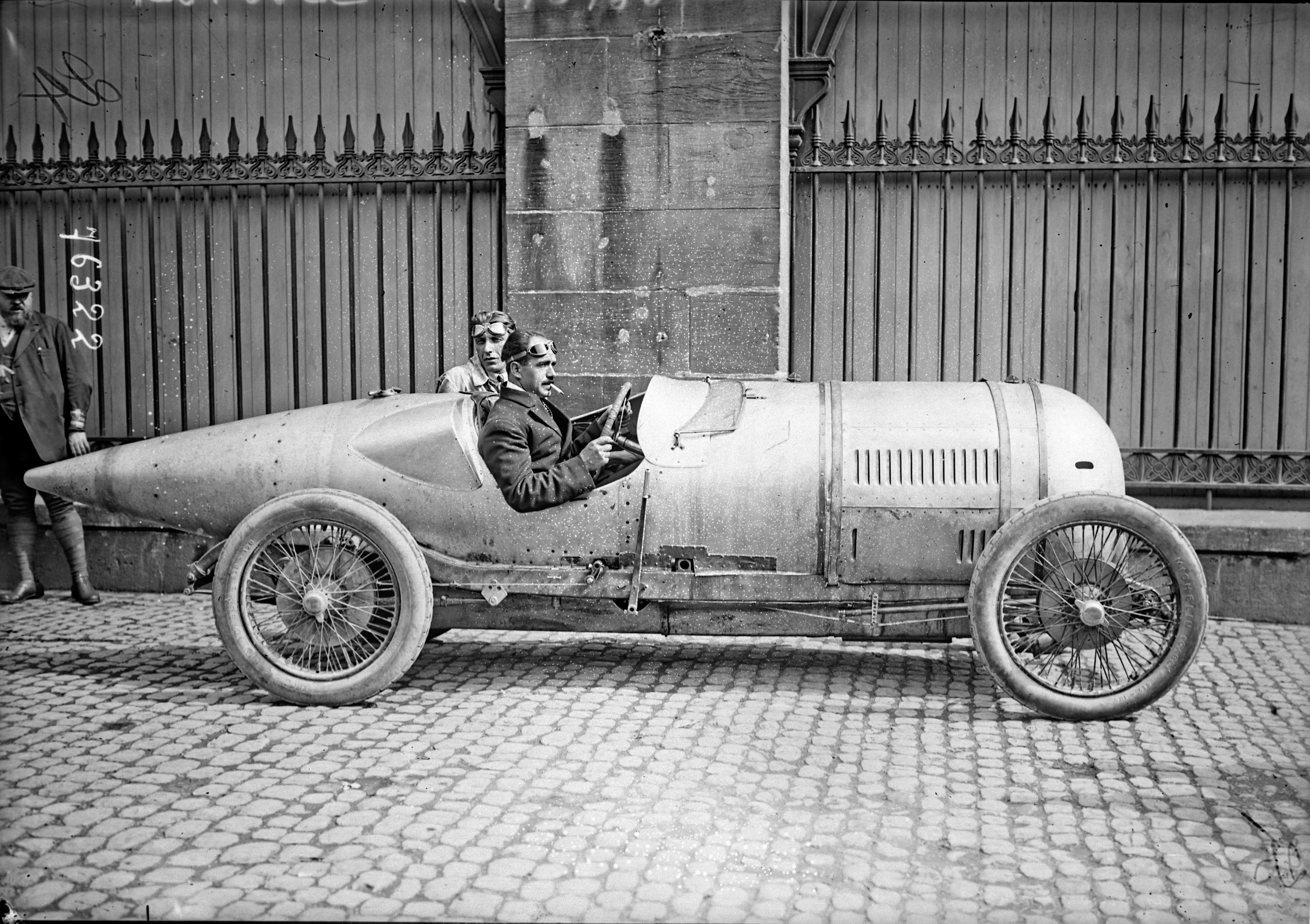
Foresti au Grand Prix de France en 1922...

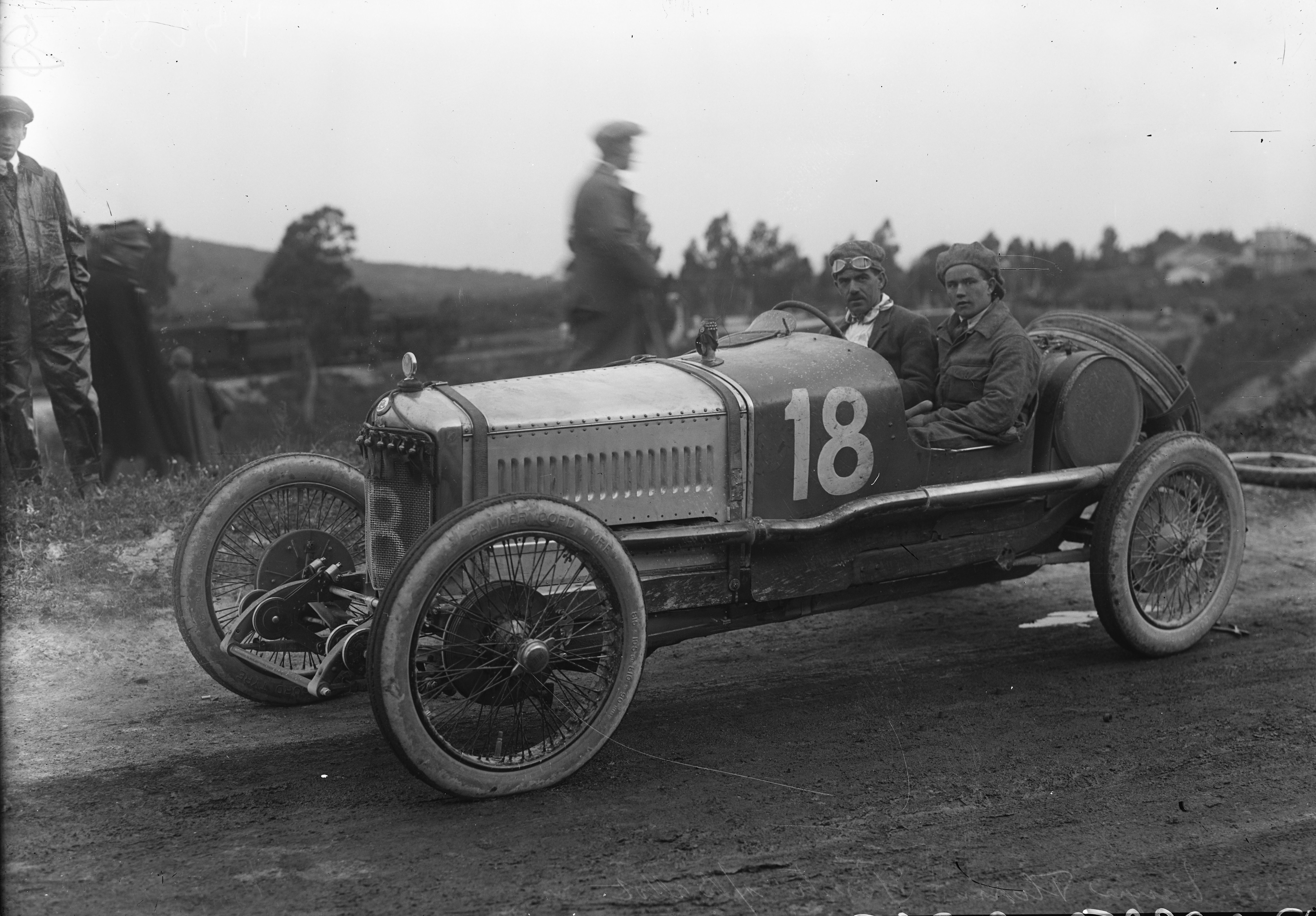
...à la Targa Florio la même année...

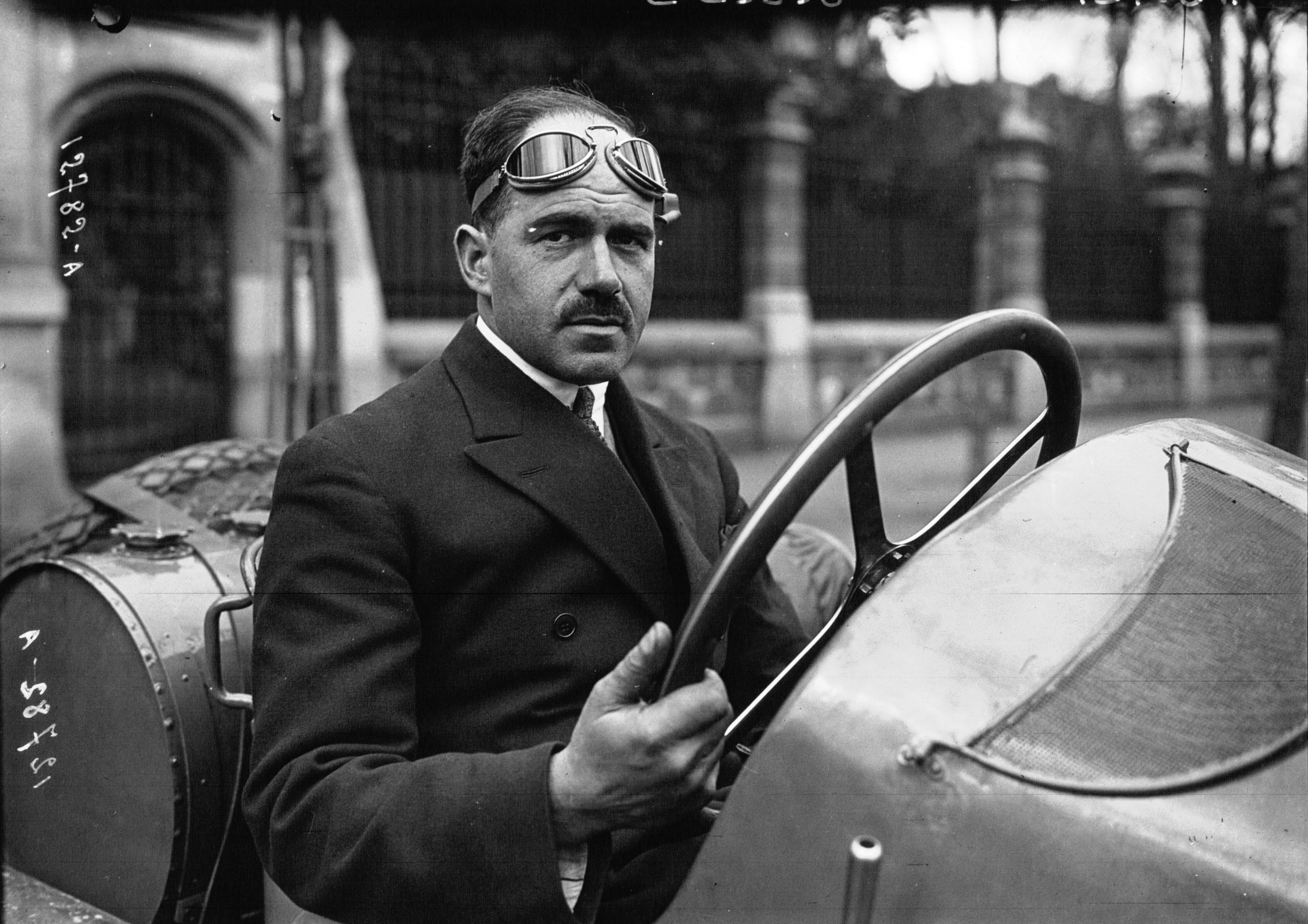
...et au Grand Prix de France en 1924.

Sa carrière en sport automobile s'étale entre 1911 à 1933, sur plus d'une vingtaine d'années. Sa première course est disputée lors de Torino-Pietroburgo, sur Itala. Il récidive dans cette épreuve en 1912, à la suite de quoi il vend son véhicule au tsar Nicolas II en personne. En 1913 il remporte le long handicap de Brooklands devant Louis Coatalen, et il est deuxième des 100 miles derrière Malcolm Campbell.
Entre 1915 et 1922, Léo Villa est son mécanicien embarqué alors qu'il court toujours sur Itala. Les deux hommes manquent déjà de trouver la mort à plusieurs reprises lors d'accidents, mais lors de la préparation du Grand Prix de France organisé à Strasbourg en 1922, Villa est sérieusement brûlé par l'explosion d'un générateur. Après une période convalescence en Angleterre il se retrouve sur le carreau, car Foresti a pris un autre mécanicien.
En 1921 il est vainqueur de la classe 3L. lors de la Targa Florio (6e au classement général). Il finit troisième de l'épreuve l'année suivante sur Ballot 2L. (il sera encore 8e en 1924, sur Peugeot Type 174 cette fois).
Il remporte la victoire dans la Course de côte Gex - Col de la Faucille en 1922 toujours sur Ballot (en francisant son prénom), et à la Targa Abruzzi du circuit de Pescara en 1928 sur Bugatti (en réalisant le meilleur temps au tour, à 106,275 km/h).
Au Grand Prix de France, il est présent en 1913 (5e sur Itala, alors comme copilote d'Antonio Moriondo), puis en 1922 (sur Ballot 2LS, abandon dans le dernier tour alors qu'il est deuxième), 1924 (sur Rolland-Pilain-Schmid, accident aux essais), et 1925 (8e sur Bugatti T35). Il est encore présent à quatre autres reprises au Grand Prix d'Italie, en 1922, 1924 (6e sur Rolland-Pilain-Schmid), 1925 (7e sur Bugatti T37) et 1928 (8e sur Bugatti T35C), disputant encore deux Grand Prix de Rome, en 1928 (8e sur Bugatti T35C) et 1929 (7e sur Bugatti T35C), un Grand Prix de Monza en 1929 (9e sur Bugatti T35C), et un Grand Prix de Provence en 1926 (3e sur Bugatti, sa meilleure place à l'arrivée d'un Grand Prix pour une douzaine de courses au total).
Pendant le Grand Prix d'Italie 1928, le premier et le plus grave accident de l'histoire de l'automobile italienne survient au 17e tour. Emilio Materassi et 23 spectateurs perdent la vie à la suite d'un accrochage avec la Bugatti de Foresti survenu alors que Materassi essayait de dépasser ce dernier dans la ligne droite des stands. Après cette tragédie, l'organisation du Grand Prix italien est suspendue pendant les deux années suivantes, en 1929 et en 1930.
Aux 24 Heures du Mans, Foresti établit trois participations consécutives, finissant quatrième de l'édition 1926 avec Ferdinando Minoia (dit Nando, avec une victoire de classe 2L., une autre à l'indice de performance, et enfin une dernière dans la coupe Biennale) et cinquième de celle de 1925 avec Aimé Vassiaux, les deux fois sur l'OM Tipo 665 "Superba" de l'écurie Officine Meccaniche (OM). La première s'était soldée par un abandon sur Ariès 3L., avec l'expérimenté Arthur Duray alors en fin de carrière. Toujours en endurance, il se classe troisième des 24 Heures de Monza en 1926 avec Dusio sur OM, et il est aussi associé à son compatriote Goffredo Zehender pour courir lors des 24 Heures de Spa en 1925 (équipage 19e).
Il termine également deuxième du Tour d'Italie automobile en 1929 sur OM Tipo 665
avec Morandi après avoir été troisième en 1926 avec Dosio.
Enfin il dispute aussi cinq fois les Mille Miglia régulièrement, en 1929, 1930 (9e sur Alfa Romeo 6C 1750 GS), et de 1931 à 1933 (trois abandons consécutifs).
En 2008 naît le Trofeo Giulio Foresti (ou Grand Prix Historique de Bergame), réservé à des voitures de Grand Prix antérieures à 1940, pour célébrer les 120 ans de sa naissance.

## L'accident deDjelmo
Durant les années 1920, Foresti est le seul pilote italien à tenter de battre le record de vitesse terrestre, avec Felice Nazzaro. La voiture Djelmo est bâtie grâce à l'ingénieur italien Edmond Moglia (-mo) et au financement du prince égyptien Djellaledin (Djel-) porteur du projet. Elle est conçue sur la base d'une Sunbeam Grand Prix en y incorporant un moteur original de Vincenzo Bertarione, ingénieur motoriste ex-Fiat venu à Wolverhampton. Moglia et Foresti sont engagés pour la conquête du record en 1923. En 1924, Foresti le bat officieusement sur le circuit de Miramas à Marseille récemment créé grâce à Paul Bablot, où il est chronométré à 257 km/h lors d'essais (jusque-là Malcolm Campbell est officiellement le détenteur, avec 235 km/h sur Sunbeam 350HP). La tentative proprement dite doit avoir lieu aux États-Unis en 1925, mais le développement de la voiture a pris du retard. En 1927, Henry Segrave maîtrise de son côté une Sunbeam 1000HP, dite Mystery Slug, portant le record à 327,98 km/h, limite désormais considérée comme hors de portée pour la Djelmo, dont le moteur mis au point a alors une puissance d'environ 400 à 450 HP. Foresti, entre-temps devenu importateur d'Itala à Londres, veut désormais essayer de conquérir le record britannique détenu par la Campbell-Napier ''Blue Bird'' de Campbell, avec 281,44 km/h. Il se déplace pratiquement seul durant un mois à Pendine Sands, temps passé en raison de retards pris dans la fourniture de pièces de rechange. Le 26 novembre 1927, lors d'un essai, il perd le contrôle de la voiture à environ 240 km/h, et il se fait éjecter sur le sable mouillé ce qui lui sauve probablement la vie. Djelmo est en grande partie détruite, mais Foresti, portant comme d'habitude des lunettes de protection, ne présente que des blessures mineures malgré les tonneaux effectués.

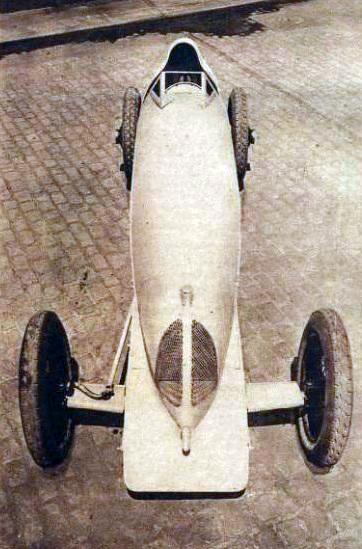
Djelmo avant l'accident
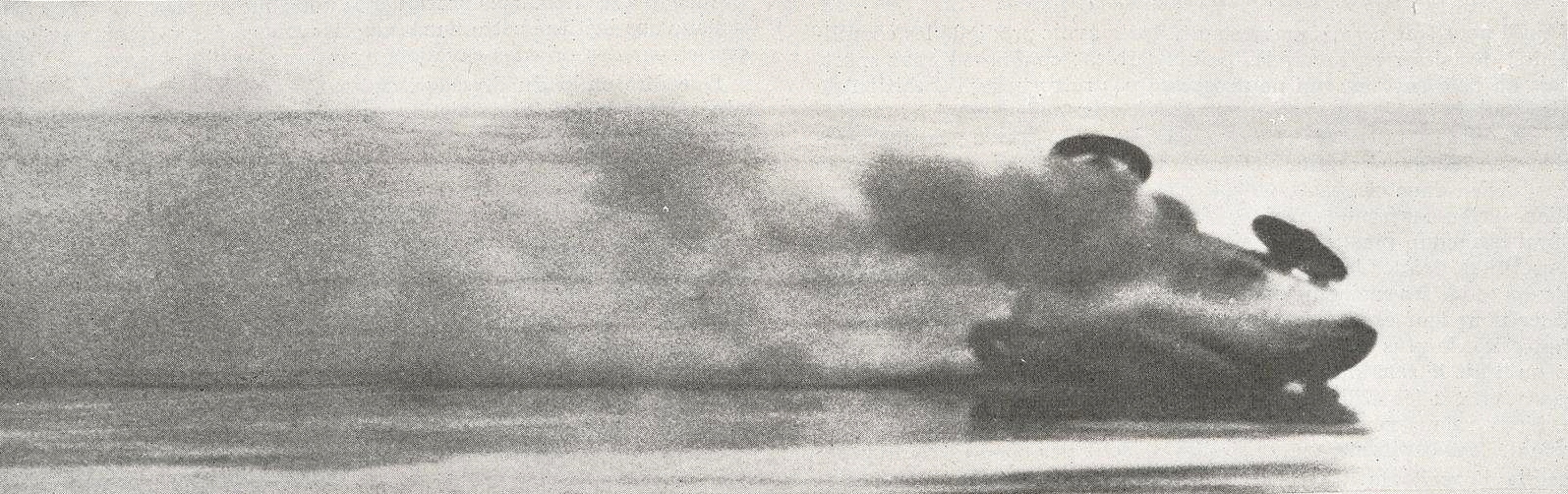
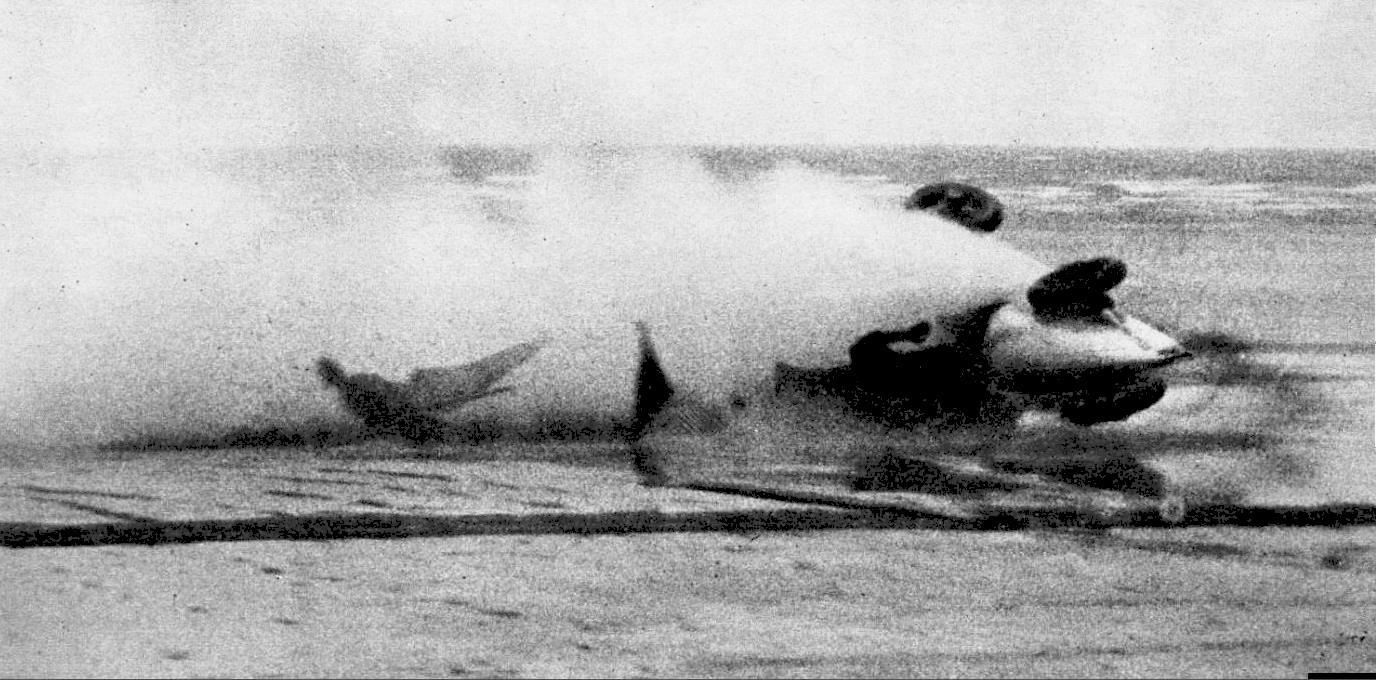
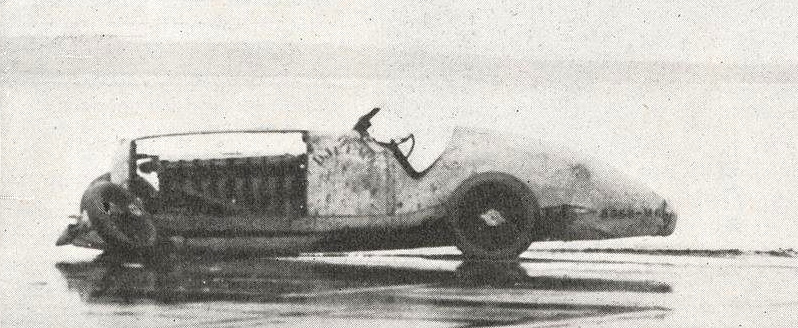
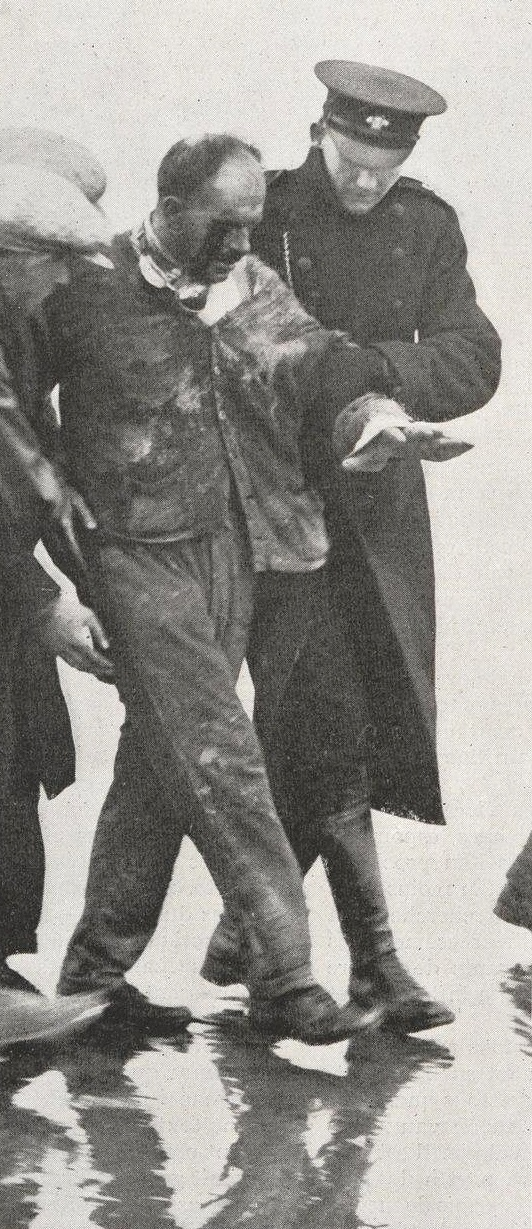